# Pierre Martin (homme politique)
Pour les articles homonymes, voir Martin et Pierre Martin.
Pierre Martin est un homme politique français, né le 27 septembre 1943 à Moyenneville dans la Somme et mort le 11 juillet 2023 à Hallencourt.

## Biographie
Professeur des écoles, il est élu sénateur de la Somme du 24 septembre 1995 au 30 septembre 2014. Il est membre du groupe UMP. Il est secrétaire de la Commission culture, de l'éducation et la communication, président du groupe chasse et pêche et membre du groupe d'études du sport.

## Mandats
- Vice-président du conseil général de la Somme
- Président de la communauté de communes de la Région d'Hallencourt
- Conseiller général du canton d'Hallencourt (1982-2008)
- Sénateur de la Somme
- Maire d'Hallencourt
- Président de l'Association des maires de la Somme